# Picot marró
El picot marró (Blythipicus rubiginosus) és una espècie d'ocell de la família dels pícids. Habita la selva humida a les terres baixes fins als 1500 m, de la Península Malaia i a les terres altes fins als 2200 m de Sumatra i Borneo.